# Tumidihesma tridentata
Tumidihesma tridentata är en biart som beskrevs av Exley 1996. Tumidihesma tridentata ingår i släktet Tumidihesma och familjen korttungebin. Inga underarter finns listade i Catalogue of Life.

## Bildgalleri

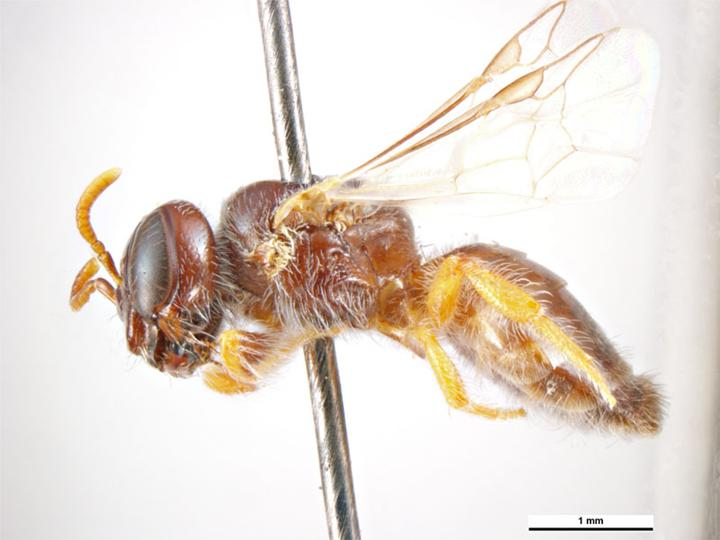